# Le Seize Septembre
Le Seize Septembre est un tableau réalisé en 1956 par l'artiste peintre belge René Magritte. De format vertical, cette peinture à l'huile sur toile surréaliste est un paysage nocturne qui représente un arbre devant le feuillage duquel un croissant de lune se voit en superposition. Achetée à l'artiste en 1957, l'œuvre est conservée au musée royal des Beaux-Arts d'Anvers, à Anvers.